# Fahrenheit (parfum)
Fahrenheit este un parfum creat de Christian Dior în 1988 care a făcut istorie și se află între cele mai bine vândute parfumuri. 

## Descrierea parfumului
Calm, subtil și distinctiv, această notă de lemn floral este caracteristică unei întâlniri extreme. Fahrenheit este specific bărbatului care își caută viitorul prin intermediul fanteziei ca un simț al libertății. 
Are o notă contemporană la îmbinarea a două extreme. Tente elegante în perfectă armonie cu tendințe îndrăznețe adaptate pentru un bărbat viril și puternic, având ca rezultat caracteristicile unei arome discrete dar imposibil de neremarcat. 

## Aromele Fahrenheit
Se remarcă aici apariția aromelor de mandarină, bergamotă, frunze de violetă, nucșoară, garoafă, vetiver și patchouli. 

## Spotul Fahrenheit
- Spotul se adresează unui un bărbat matur care știe să îmbine clasicul și modernul. Apare aici dorința de libertate și speranța de a fi puternic.

- Pământul are rol de a întări și de a da siguranța de care are nevoie bărbatul Fahrenheit.

- Maroul este sinonim cu siguranța, căldura și sensibilitatea. Amintind de pământ această culoare denotă dispoziția pentru o viață simplă și apropiată de natură.

- Personalitatea Fahrenheit reușește să îmbine armonios echilibrul și creativitatea.